# Władysław Dworaczek
Władysław Dworaczek (ur. 9 października 1912 w Gliwicach, zm. 22 grudnia 2003 w Gaszowicach) – polski działacz harcerski i społeczny, pedagog.

## Życiorys
Do II Męskiej Drużyny Harcerskiej im. Tadeusza Kościuszki wstąpił podczas nauki w szkole podstawowej w Kończycach, był tam zastępowym. W 1927 wstąpił do pięcioletniego Seminarium Nauczycielskiego w Pszczynie, a po jego ukończeniu został nauczycielem i opiekunem IX Drużyny Harcerzy im. Karola Miarki w Gaszowicach. Poza pracą pedagoga był dyrygentem kościelnego chóru „Cecylia” oraz organistą w kościele pw. Opatrzności Bożej. W 1938 ukończył kurs komendantów obrony przeciwlotniczej, gdy w lipcu 1939 w gaszowickiej szkole powołano Pogotowie Wojenne Harcerzy był organizatorem kursu sanitarnego. Po wybuchu II wojny światowej był poszukiwany przez Gestapo i ukrywał się, aresztowany w kwietniu 1940 został przetransportowany 1 maja 1940 do obozu koncentracyjnego w Dachau. Stamtąd przeniesiono go do Mauthausen-Gusen, skąd został zwolniony 20 kwietnia 1941. Stan zdrowia Władysława Dworaczka po powrocie na Górny Śląsk był bardzo zły, nie mając źródła zarobku podjął się pracy kościelnego i organisty w Rudzie Śląskiej-Halembie. Od marca 1945 mieszkał ponownie w Gaszowicach, gdzie po otrzymaniu stanowiska kierownika szkoły zorganizował jej odbudowę. Równocześnie ponownie został opiekunem drużyny harcerskiej i pełnił tę funkcję do 1950. Aby uzupełnić wykształcenie studiował w Instytucie Pedagogicznym w Katowicach, w 1972 przeszedł na emeryturę i poświęcił się pracy społecznej. Spośród wielu działań zainicjowanych przez Władysława Dworaczka do najważniejszych należy zaliczyć budowę szkoły w Szczerbicach, budowę przystanku kolejowego Łuków Śląski i uruchomienie urzędu pocztowego w Gaszowicach.

## Odznaczenia
W uznaniu zasług Władysława Dworaczka, jego postawy obywatelskiej i zaangażowania w pracę pedagoga, działalność harcerską i społeczną uhonorowano go m.in.:
- Krzyżem Kawalerskim Orderu Odrodzenia Polski,
- Złotym Krzyżem Zasługi,
- Medalem Komisji Edukacji Narodowej,
- Krzyżem Oświęcimskim,
- Krzyż "Za Zasługi dla ZHP" z Mieczami,
- Odznaki za Zasługi dla Rybnickiego Hufca ZHP.